# Angous
Angous ist eine französische Gemeinde mit 94 Einwohnern (Stand 1. Januar 2022) im Département Pyrénées-Atlantiques in der Region Nouvelle-Aquitaine (vor 2016: Aquitanien). Die Gemeinde gehört zum Arrondissement Oloron-Sainte-Marie und zum Kanton Le Cœur de Béarn (bis 2015: Kanton Navarrenx).
Die Bewohner werden Angousiens genannt.

## Geographie
Angous liegt circa 25 Kilometer nordwestlich von Oloron-Sainte-Marie im Béarn.
Umgeben wird Angous von den Nachbargemeinden:
- Castetnau-Camblong im Norden,
- Sus und Susmiou im Osten,
- Moncayolle-Larrory-Mendibieu im Süden,
- Arrast-Larrebieu im Westen sowie
- Charre im Nordwesten.

Angous liegt im Einzugsgebiet des Flusses Adour wird durchquert vom Riu de Carrié, einem Zufluss des Laussets, und von seinem Nebenfluss, dem Serrot.

## Geschichte
Paul Raymond, Archivar und Historiker des 19. Jahrhunderts, notierte die erstmalige Erwähnung unter dem Namen Angos im Jahre 1385 anlässlich einer Volkszählung. Es wurden 19 Haushalte gezählt und vermerkt, dass die Siedlung in der Bailliage von Navarrenx liegt. In der Folgezeit gab es ein Laienkloster, Vasall des Vizegrafen von Béarn.

### Einwohnerentwicklung
| Jahr      | 1968 | 1975 | 1982 | 1990 | 1999 | 2006 | 2009 | 2022 |
| --------- | ---- | ---- | ---- | ---- | ---- | ---- | ---- | ---- |
| Einwohner | 158  | 151  | 129  | 121  | 111  | 103  | 106  | 94   |

## Sehenswürdigkeiten

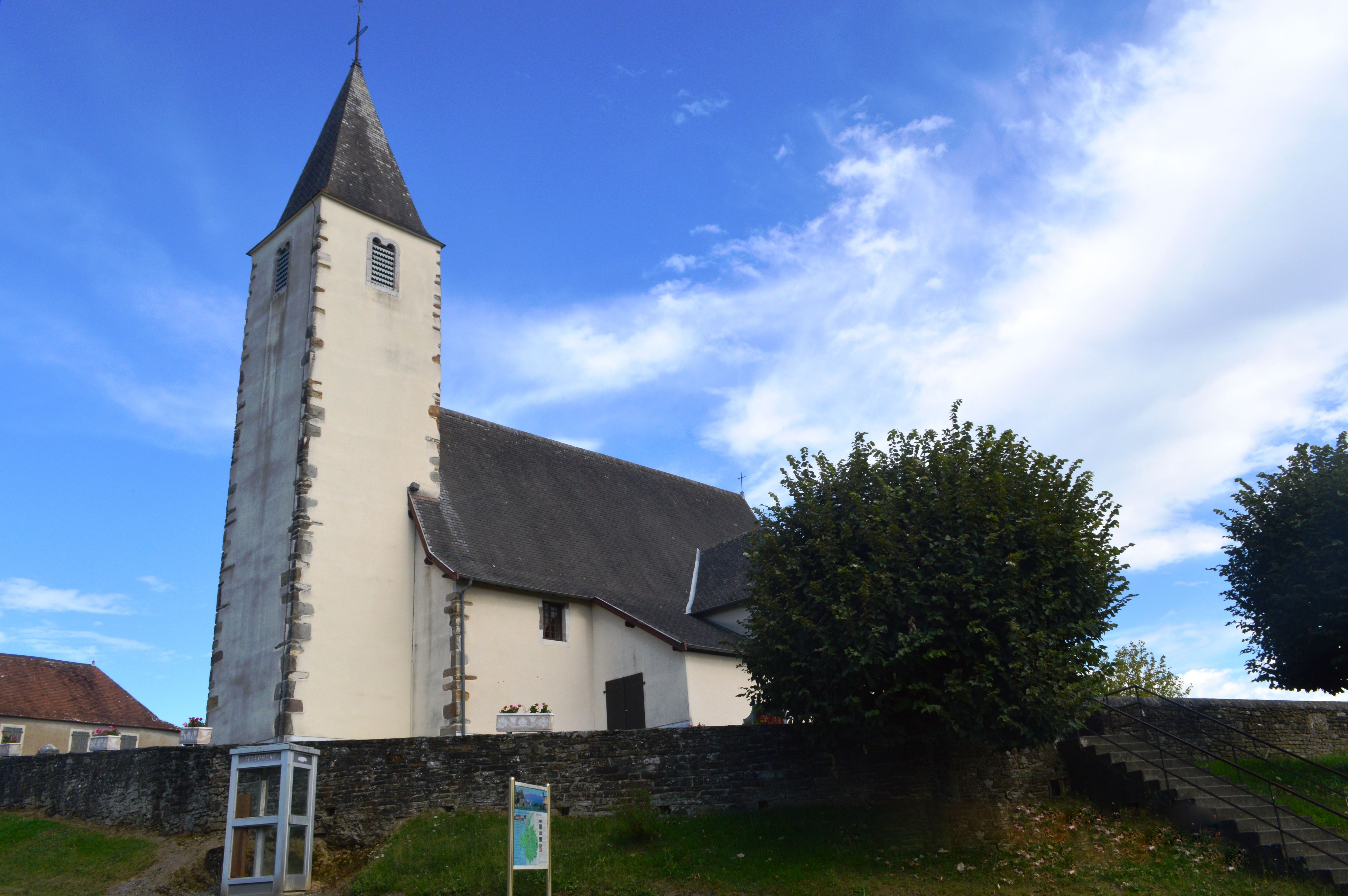
Kirche Saint-André

- Die Pfarrkirche, gewidmet dem Apostel Andreas, steht an ihrem traditionellen Standort zwischen Schule und Rathaus, an einem Platz und bei einem Friedhof. Die erste romanische Kirche an dieser Stelle wurde 1569 zerstört. Ein erster Wiederaufbau erfolgte im 17. Jahrhundert, aber erst seit 1848 hat sie im Rahmen einer Erweiterung ihre heutige Form nach alten Plänen. Diese letzten Arbeiten umfassten auch die Errichtung des Glockenturms und zweier seitlichen Kapellen. Der einschiffige Gebäudekörper ist bedeckt von einem steil abfallenden Dach, hat die Form eines lateinischen Kreuzes und wird auf der einen Seite vom Glockenturm abgeschlossen und auf der Altarseite von einer mehreckigen Apsis.[6]
- In der Gemeinde befinden sich zwei Brunnen aus dem 18. Jahrhundert mit Pyramidendächern aus Materialien der Region. Während einer der Brunnen verwaist ist, hat der Besitzer des anderen Brunnens diesen restauriert. An seiner rechten Seite ist ein Auslauf aus Stein zu erkennen, der früher eine öffentliche Tränke gespeist hat.[7]

## Wirtschaft und Infrastruktur
Angous liegt in den Zonen AOC des Ossau-Iraty, eines traditionell hergestellten Schnittkäses aus Schafmilch, sowie der Schweinerasse und des Schinkens „Kintoa“.

### Verkehr
Angous ist angeschlossen an die Routes départementales 2 und 69 und ist über Linien des Busnetzes Transports 64 mit anderen Gemeinden des Départements verbunden.